# Flyttblomfluga
Flyttblomfluga (Episyrphus balteatus) är en blomfluga som tillhör släktet flyttblomflugor. Den beskrevs första gången av den svenske entomologen Charles De Geer 1776. Ibland kallas den för Helikopter.

## Kännetecken
Flyttblomflugan är övervägande gul och med tre svarta, ibland dubbla, band på bakkroppen. Hur breda banden är kan variera betydligt, de mörkaste varianterna har tre hela dubbelband medan de ljusare bara har antydan till dubbelband. Antennerna är gula till större delen. Ryggskölden är bronsfärgad med gul behåring. Vingarna är klara. Den är medelstor, 8 till 12 millimeter lång. Larverna är gröna.

## Levnadssätt
Flyttblomflugan övervintrar oftast inte i Norden utan migrerar varje år norrut i början på juni.  Man hittar flyttblomflugan i alla miljöer och på alla typer av blommor. Den lägger gärna sina ägg på vass och larverna lever på bladlöss, gärna av arten Hyalopterus pruni. Man kan även hitta den på många andra växter med bladlöss och den kan göra stor nytta i ett giftfritt jordbruk. En enda flughona kan lägga mellan 2000 och 4500 ägg. Om det finns mycket bladlöss och få parasiter kan den bli mycket talrik på eftersommaren. Den grönglänsande glansstekeln parasiterar ofta på flyttblomflugans larv. Det slutar med att larven dör och ett tjugotal steklar kläcks.

## Utbredning
Flyttblomflugan förekommer i hela Europa, i Nordafrika och vidare österut i en stor del av Asien och Australien. Den är ej påträffad i Amerika. Den finns i hela Norden men den är vanligast i söder.

## Galleri

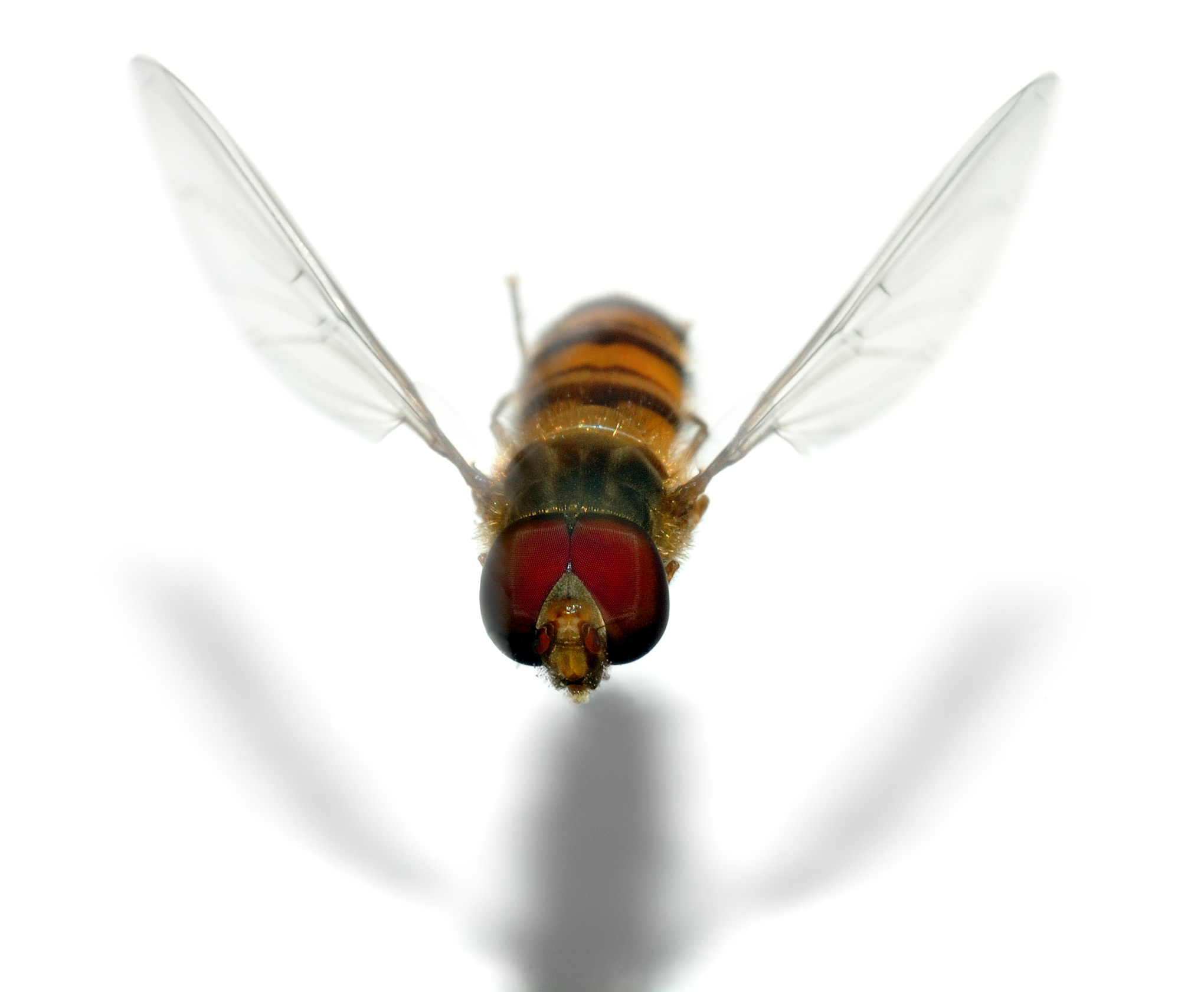
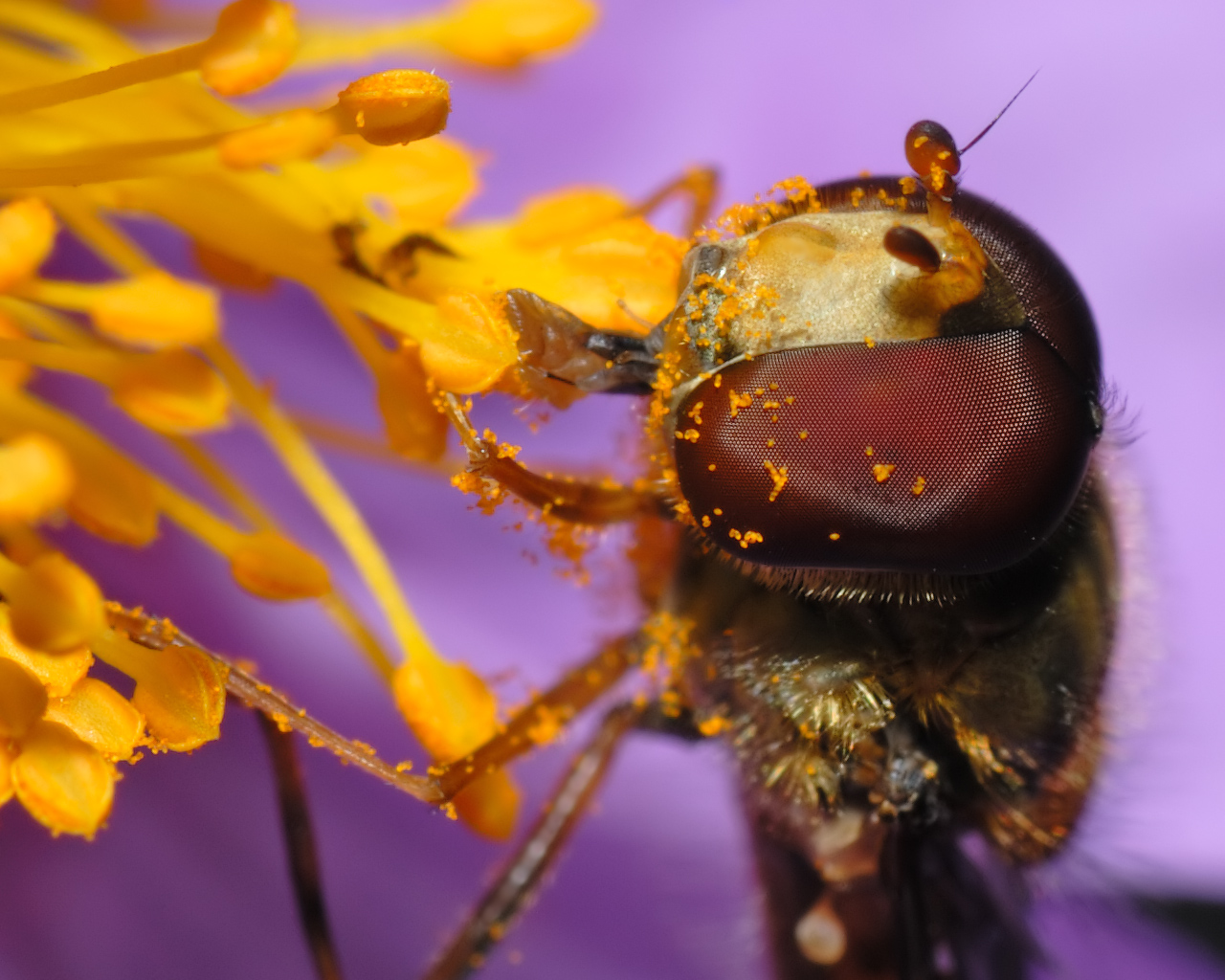
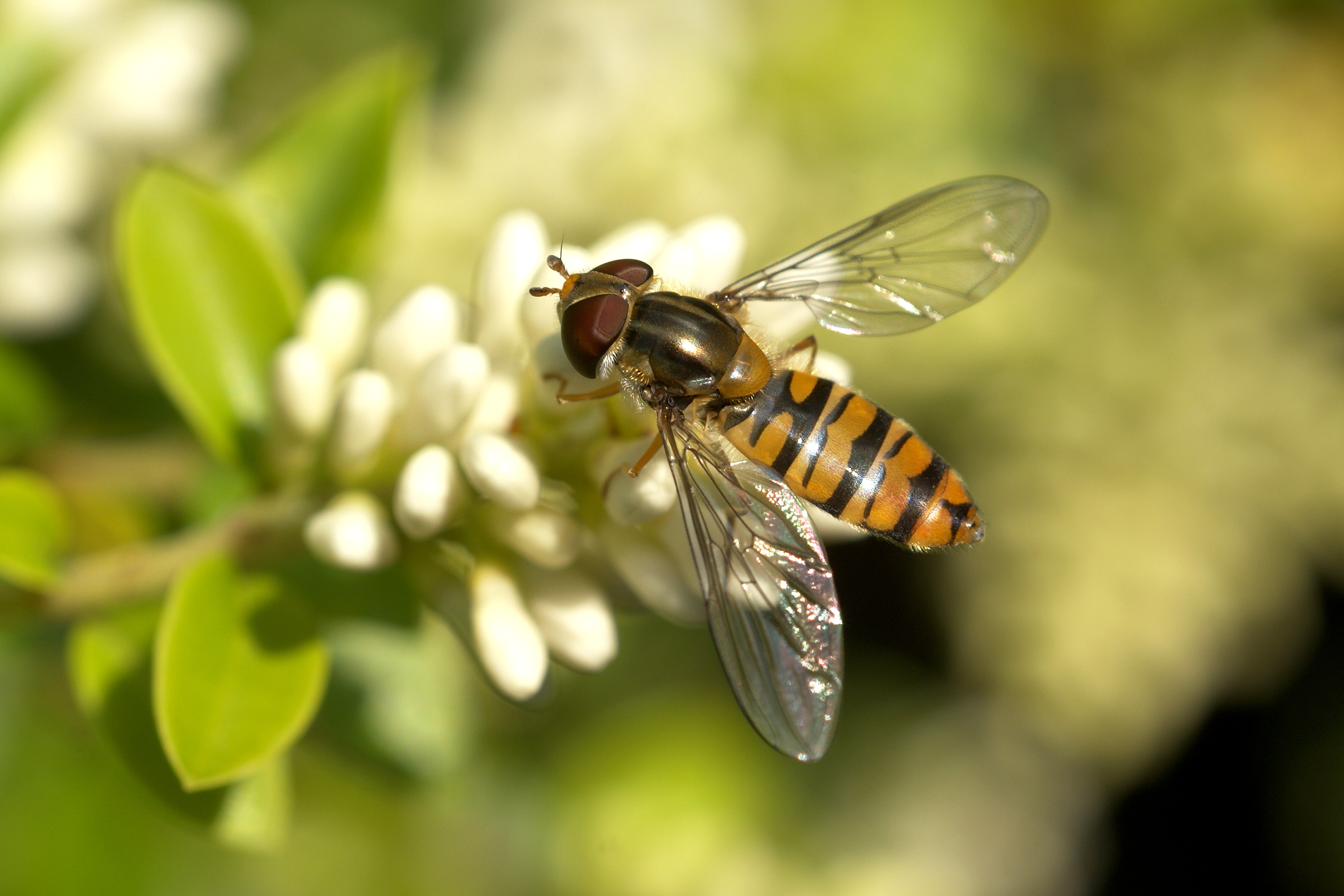
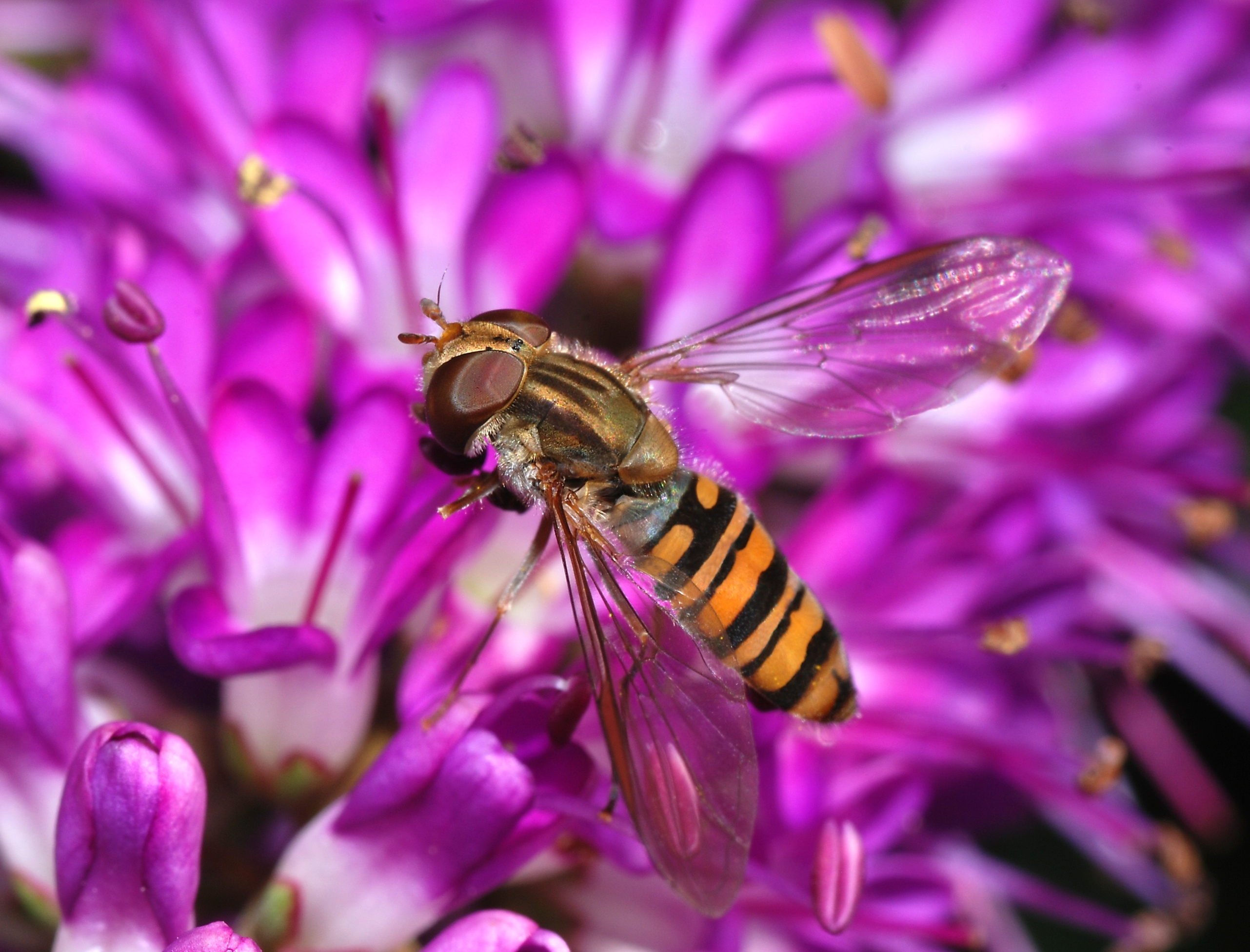
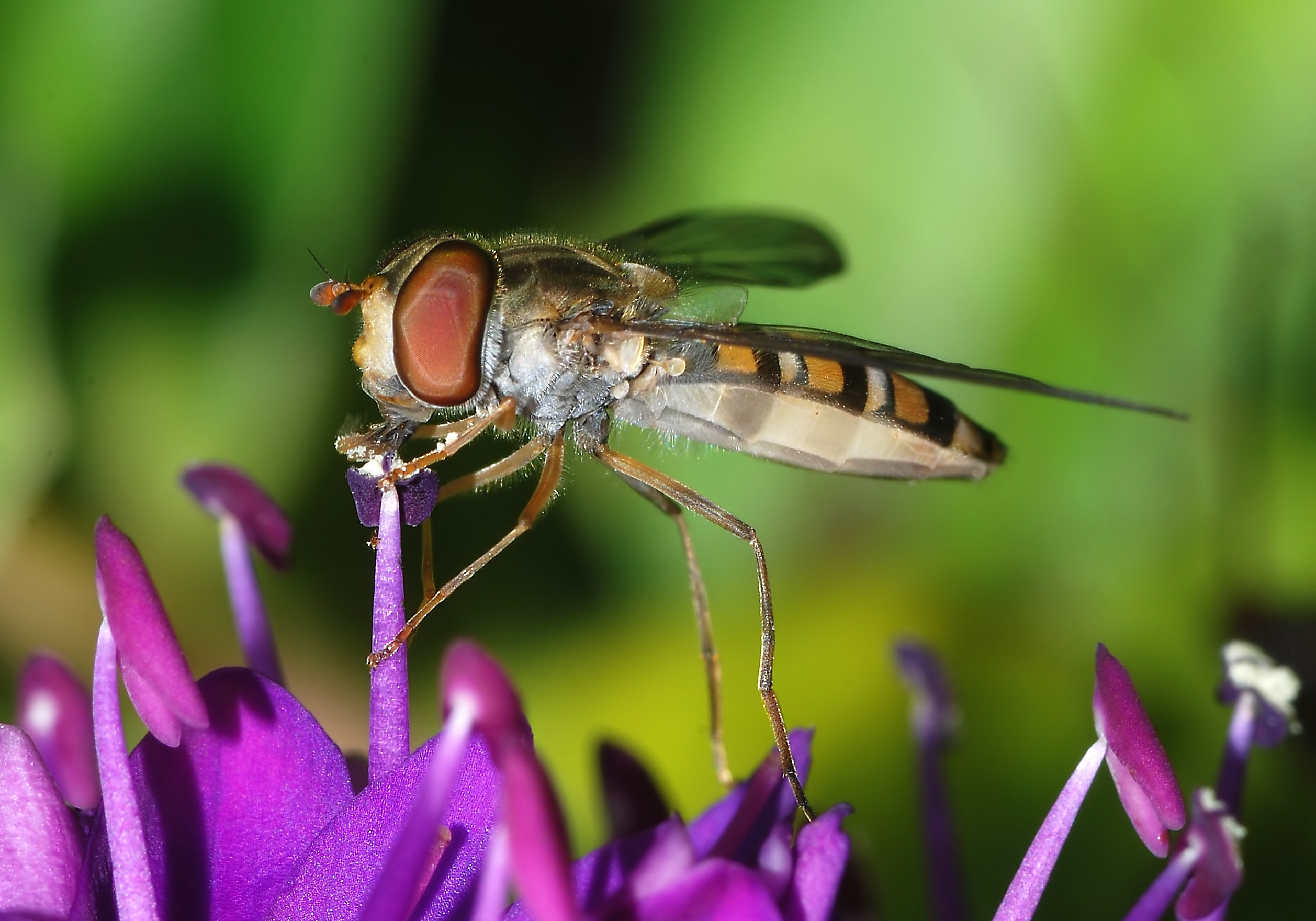
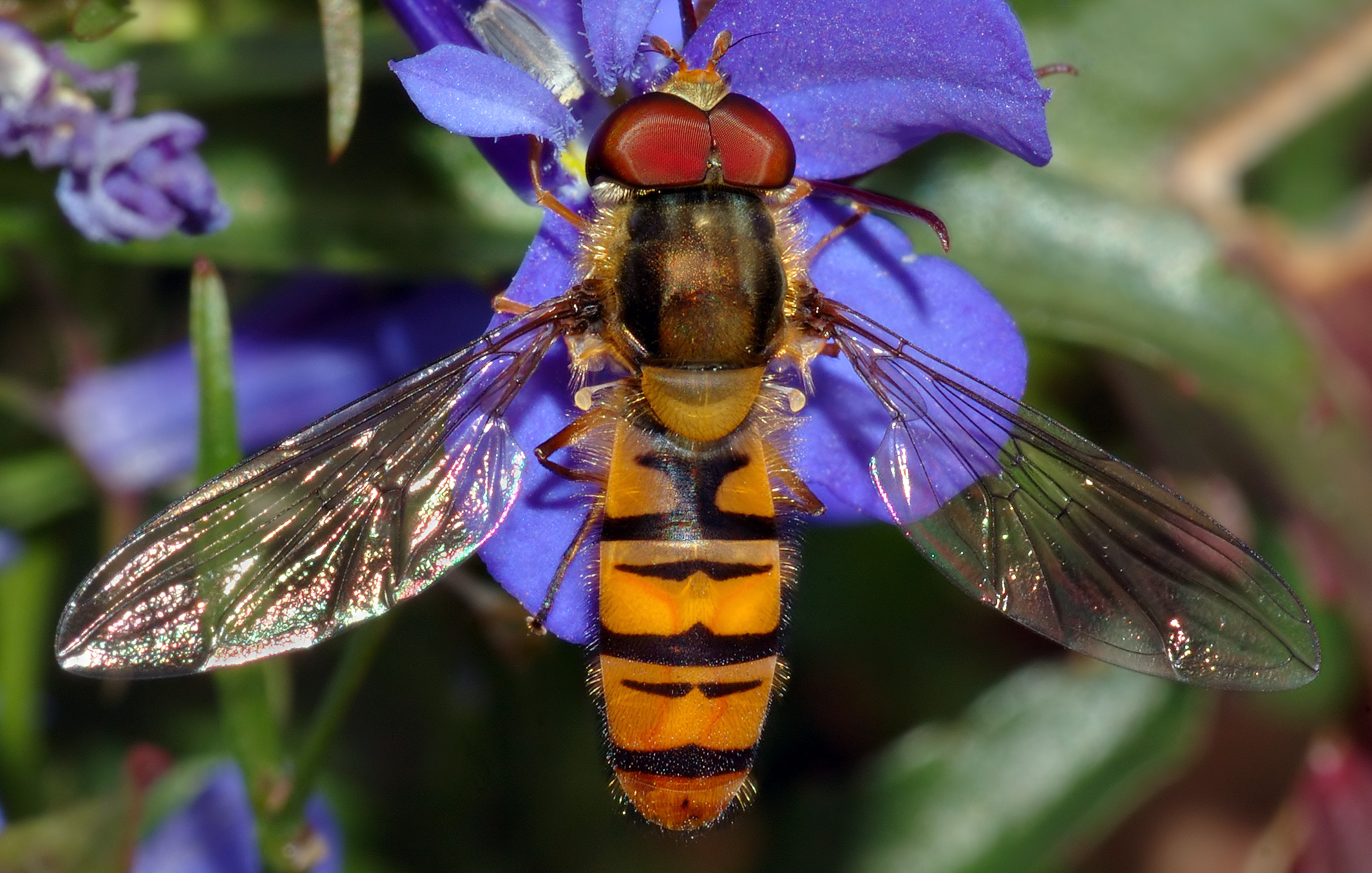
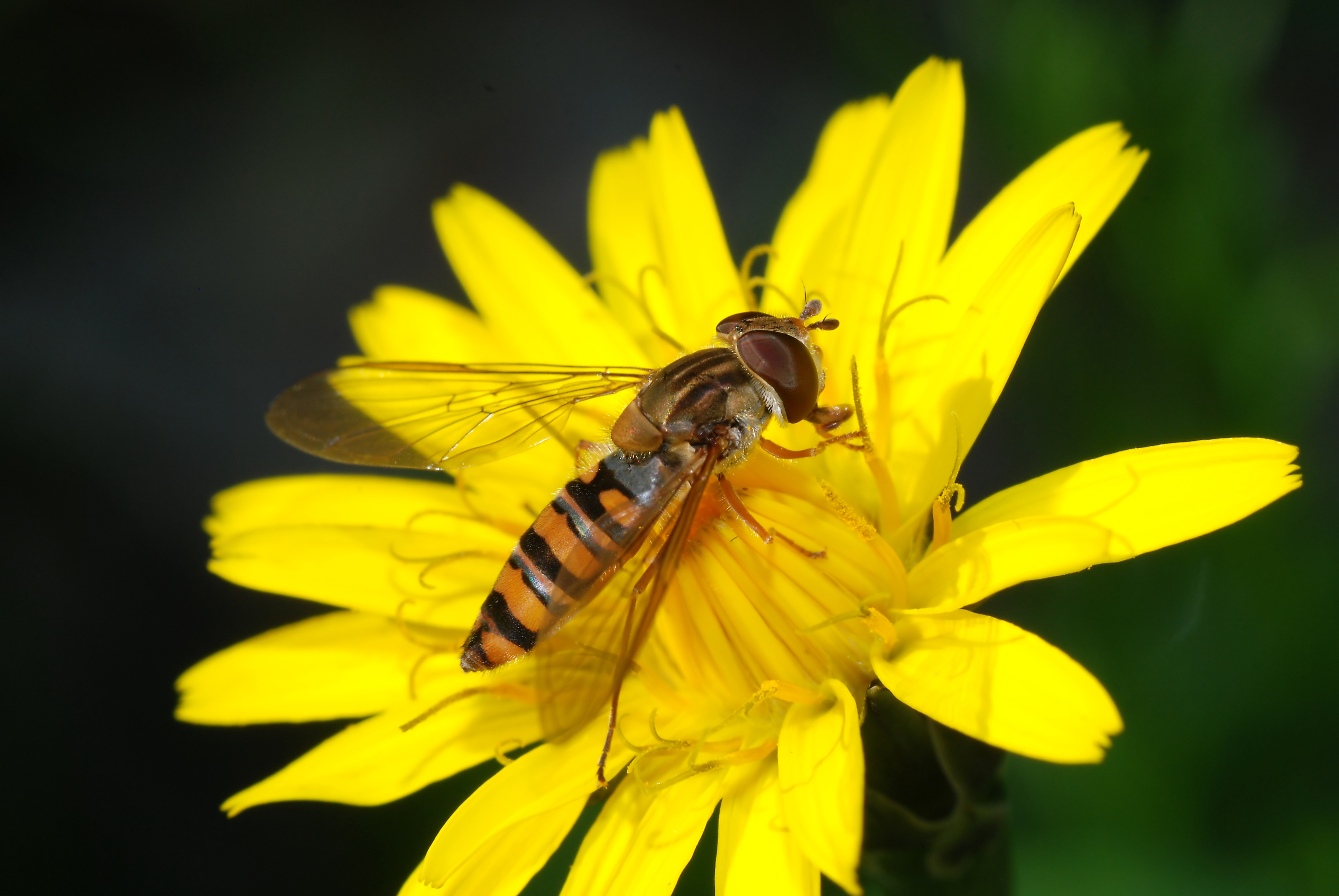
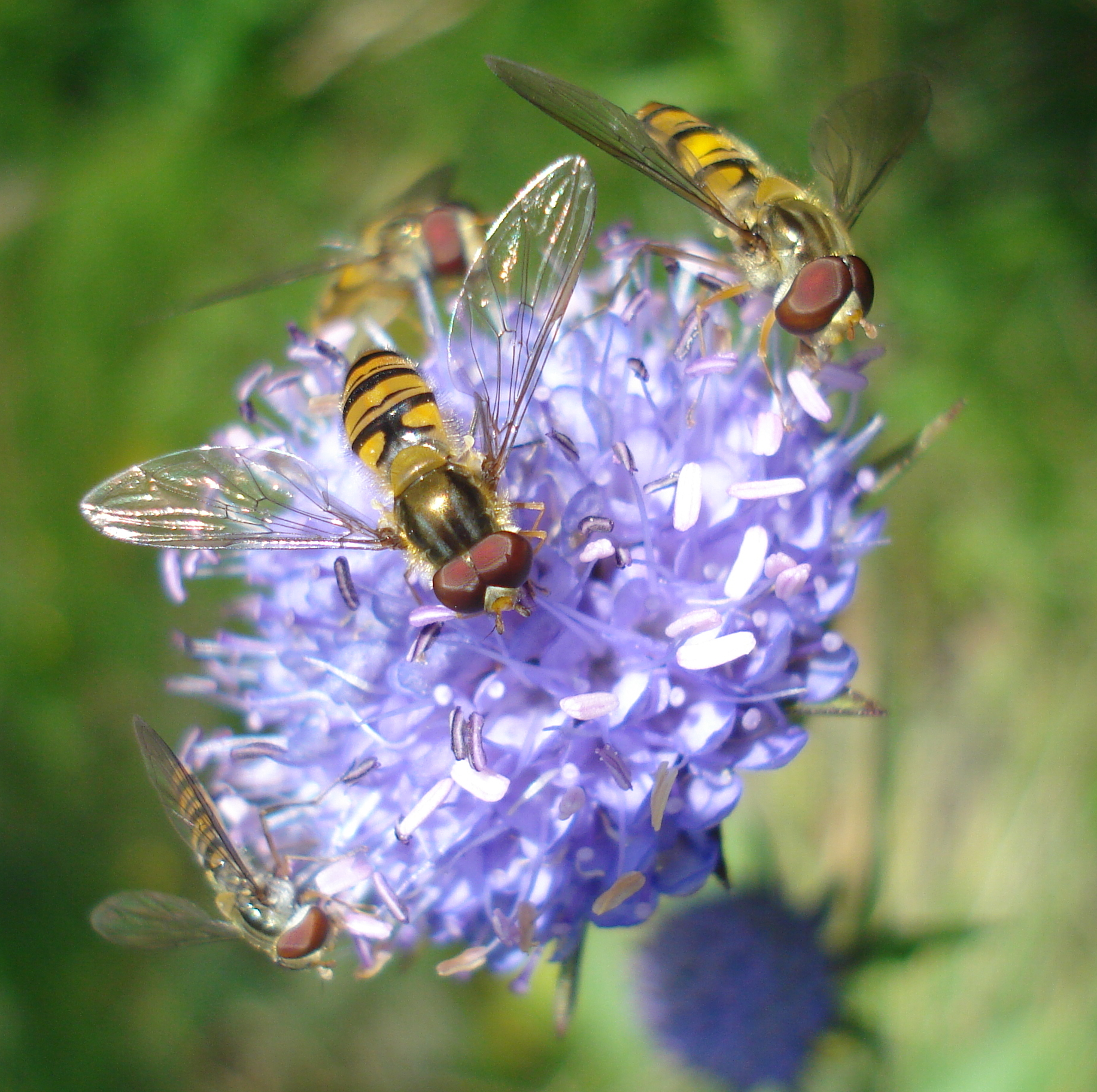